# Claude Tisserand
Pour les articles homonymes, voir Claude et Tisserand.
 (mars 2011).
Si vous disposez d'ouvrages ou d'articles de référence ou si vous connaissez des sites web de qualité traitant du thème abordé ici, merci de compléter l'article en donnant les références utiles à sa vérifiabilité et en les liant à la section « Notes et références ».
Claude Tisserand, né le 14 octobre 1939 à Tunis et mort le 23 décembre 2021 à Sisco, est un pionnier français des voiliers à hydrofoils et un ingénieur géologue.

## Biographie
Il commence ses études sur ce sujet marin en 1964. Commencé en octobre 1965, Véliplane ou Minoï est mis à l’eau en mai 1966 après 8 mois de travaux. C’est un trimaran en contre-plaqué de 4,50 m de long pour 4 m de large qui pèse 125 kilos. Il est équipé du gréement d’un As Côte d’Azur (plan Camatte de 1932). L’engin décolle par force 3 et atteint 15 nœuds. Malgré un bel article dans la revue Nautisme en novembre 1966, personne ne s’intéresse à la formule en France jusqu’à ce qu’Éric Tabarly présente en août 1976 une maquette du Pen Duick VII, pratiquement identique au Veliplane IV, qui atteint 20 nœuds au cours de l’été 1976.La forte couverture médiatique des essais d’Eric Tabarly a éclipsé les travaux de Claude et de Roland Tiercelin et a fait croire à beaucoup que l’hydrofoil venait d’être inventé… 
Il travailla également sur les voiles rigides. 
À partir de 1980, faute d’intérêt public, il commence à s’intéresser à une nouvelle catégorie d’aéronefs, l’ULM. Outre les ULM pendulaires Puce du Ciel, il réalisera l’hydravion ULM Hydroplum I, puis l'Hydroplum II qui connaitra des développements industriels, et des appareils moins classiques, l’Amphiplane et l’Electroplane.    
Son nom est intimement associé au développement hydraulique de la Corse, avec tout particulièrement sa participation active et de premier plan à la construction de nombreux barrages présents sur l’ile. 
Entré en tant qu’ingénieur géologue en 1971 à la SOMIVAC (Société pour la Mise en Valeur Agricole de la Corse), il a poursuivi sa carrière à l’Office d’Equipement Hydraulique de Corse de 1984 à 2002.
Son implication et ses compétences en matière de barrages ont largement dépassé le territoire insulaire et l’ont tout naturellement amené à intégrer le Comité Français des Barrages et des Réservoirs.